# Zelfacceptatie

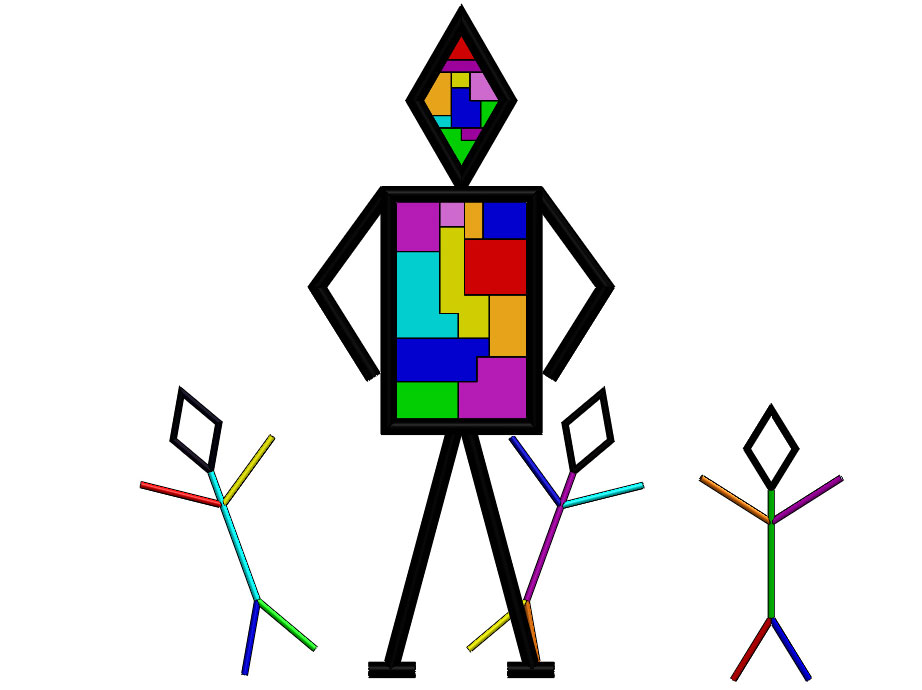
Internationaal Symbool Zelfacceptatie

Zelfacceptatie is term uit de humanistische psychologie. Het is het proces waarbij het individu zijn persoonlijke sterke en minder sterke eigenschappen en kenmerken niet ontkent maar herkent en accepteert. Het is een belangrijk psychologisch concept dat verwijst naar het vermogen om onvoorwaardelijk zichzelf te accepteren om tevreden te zijn met wie men is. In 2008 is het woord Zelfacceptatie, op aandragen van de Stichting Zelfacceptatie, erkend door het Instituut voor de Nederlandse Taal en opgenomen in het Algemeen Nederlands Woordenboek (ANW). Tevens is het woord in 2008 opgenomen in Van Dale Groot woordenboek van de Nederlandse taal. 

## Beschrijving
Bij zelfacceptatie gaat het om het besef van persoonlijke eigenschappen en kenmerken, onvolkomenheden zonder zelfkritiek of negatief zelfoordeel. Het proces van zelfacceptatie begint met zelfbewustzijn. Een eigen authenticiteit wordt herkend en geaccepteerd. Externe beoordelingen of vergelijkingen met anderen hebben geen invloed op gevoelens van minderwaardigheid. Een persoon is weerbaarder tegen pestgedrag, discriminatie of angst om te falen. Immers gevoelens van minderwaardigheid zijn minder aanwezig en hebben nauwelijks vat op de persoon. Hierdoor ontstaat er ruimte voor reflectie en groei. Zelfacceptatie is hiermee de basis voor een mens om goed te functioneren en voor een goede balans.

## Oorzaken van gebrek aan zelfacceptatie
Evenals vele voorbeelden zijn er ook genoeg mogelijke oorzaken te noemen waarom mensen zichzelf niet accepteren. Ligt de oorzaak bij de ene persoon aan zichzelf, bij de ander kan dit ook te maken hebben met zijn of haar ouders, opvoeding, schoolkeuze, vrienden, partner of werkomgeving. In ieder geval begint het bij jezelf, bij een negatief zelfbeeld is het immers moeilijk om je zelf te accepteren.

## Relatie zelfacceptatie en zelfontplooiing
De Wereldgezondheidsorganisatie (WHO) omschrijft geestelijke gezondheid op een positieve manier: een staat van welzijn waarin het individu zijn of haar eigen capaciteiten beseft, kan omgaan met de normale stress van het leven, productief en vruchtbaar kan werken en een bijdrage kan leveren aan zijn of haar gemeenschap. De WHO onderscheidt hierin de drie componenten: 
• Welbevinden
• Het effectief functioneren van het individu in de zin van zelfrealisatie 
• Het effectief functioneren in de maatschappij. 
Professor Caroll Ryff, Amerikaans Psycholoog completeert dit onderscheid, in het algemene streven om het eigen potentieel te realiseren, aan tot zes essentiële criteria's (Ryff, 1989; Ryff & Singer, 1998). De vijfde dimensie hierin betreft: zelfacceptatie.